# Crossobamon eversmanni
Crossobamon eversmanni är en ödleart som beskrevs av  Arend Friedrich August Wiegmann 1834. Crossobamon eversmanni ingår i släktet Crossobamon och familjen geckoödlor. Artepitet hedrar den tyska naturforskaren Eduard Eversmann.
Mörka punkter på ovansidan bildar mer eller mindre sammanhängande strimmor. Ansiktet kännetecknas av mörka strimmor från näsborrarna över ögonen och öronen. På svansen finns upp till 30 mörka tvärstrimmor.
Denna geckoödla förekommer från Kazakstan och Uzbekistan till Afghanistan och östra Iran. Den lever i kulliga regioner och i bergstrakter mellan 550 och 1450 meter över havet. Exemplaren vistas i öknar, gräsmarker samt buskskogar och de besöker odlingsmark. De gömmer sig ofta i underjordiska bon. Honor lägger en eller två ägg vid två eller tre tillfällen per år.
Lokala populationer hotas av landskapsförändringar. Hela beståndet anses vara stabilt. IUCN listar arten som livskraftig (LC).

## Underarter
Arten delas in i följande underarter:
- C. e. eversmanni
- C. e. lumsdenii